# Google Map Maker
Google Map Maker е картографска услуга на Google, стартирала праз юни 2008 г., която за разлика от Google Maps предоставя възможност на потребителите сами сами да въвеждат картографска информация, която отсъства или е в неточен вид, в картите на различни страни. Сформирана е общност, подобна на тази в OpenStreetMap и Уикимапия, но, за разлика от тях, Google приема създадените от общността карти за своя интелектуална собственост.
Крайна цел на проекта е създаване на висококачествени карти, които се публикуват в услугата Google Maps, като нанесените изменения в Map Maker не се отразяват веднага в Google Maps.
През ноември 2016 г. е обявено, че Google Maps Maker ще бъде пенсиониран през март 2017 и се слива със себе си в Google Maps.